# Mesnil-Domqueur
Mesnil-Domqueur – miejscowość i gmina we Francji, w regionie Hauts-de-France, w departamencie Somma.
Według danych na rok 2011 gminę zamieszkiwało 91 osób, a gęstość zaludnienia wynosiła 26 osób/km² (wśród 2293 gmin Pikardii Mesnil-Domqueur plasuje się na 918. miejscu pod względem liczby ludności, natomiast pod względem powierzchni na miejscu 1019.).